# Ninoxe boubouk
Ninox novaeseelandiae
Pour l’article ayant un titre homophone, voir Ninox boobook.
Espèce
Synonymes
- Strix novaeseelandiae Gmelin, 1788
(protonyme)

Statut de conservation UICN

 LC  : Préoccupation mineure
Statut CITES
La Ninoxe boubouk (Ninox novaeseelandiae) est une espèce d'oiseaux de la famille des Strigidae.

## Répartition
Cette espèce vit en Australasie et Nouvelle-Zélande.

## Sous-espèces
D'après la classification de référence (version 14.1, 2024) de l'Union internationale des ornithologues, la Ninoxe boubouk possède 3 sous-espèces (ordre philogénique) :
- Ninox novaeseelandiae novaeseelandiae (Gmelin, JF, 1788) : Nouvelle Zélande et île Stewart ;
- Ninox novaeseelandiae undulata (Latham, 1801) : île de Norfolk ;
- † Ninox novaeseelandiae albaria (Ramsay, EP, 1888) : île Lord Howe.

Une de ces sous-espèces est aujourd'hui éteinte :
- † Ninox novaeseelandiae albaria (Ramsay, EP, 1888).